# Nicolás de Guyse
Nicolás de Guyse (-1621) fue un jurista, eclesiástico e historiador de Bélgica.

## Biografía
Nicolás nació en Mons y fue pariente de Jacques de Guyse (-1399), franciscano, investigador histórico y escritor de anales de Mons, profesor de filosofía y matemáticas en el monasterio de su Orden,  quien dejó escrito «Annales Hannoniae seu Chronica illustrium principum Hannoniae», traducido al francés París, A. Sautelet, 1826-36, 19 vols.
Nicolás  fue doctor en derecho y canónigo o con un beneficio eclesiástico que tiene agregada la obligación solemnizar los oficios divinos en la iglesia catedral o colegial con los derechos de silla en el coro y asiento y voz deliberativa en los acuerdos capitulares, y fue asimismo el secretario particular de François Buisseret (1549-1604), jurista, teólogo y arzobispo y canónigo de la catedral de Cambrai, descendiente de una familia noble y de magistrados, quien instituyó escuelas dominicales que contribuyeron a preservar a Hainaut de herejías, dejando escrita como principal obra  un sínodo diocesano celebrado en Namur, Bélgica «Decreta Synodi Dioecesanae Namurcensis», Lovaina, G. Riuius, 1605.
Nicolás como principales obras escritas que salieron de su pluma, podemos citar las siguientes: la biografía de Buisseret, arzobispo y duque de Cameraci e historia de la ciudad de Mons, la más importante, reconocida a menudo como de apoyo a las crónicas del citado Jacques de Gyse, imprimida más tarde junto a las «Antigüedades belgas»  de Jean Baptiste Grammaye (1579-1635) historiador, viajero, anticuario de Amberes, dejando obras útiles de antigüedades en los Países Bajos y otra obra intitulada <<Historia universalis Asiaticarum gentium et Africae illustratae libri XI>>. 
Otro autor, el historiador Gilles-Joseph de Boussu (1681-1755) de una antigua familia de Hainault, quien hizo hondas investigaciones de su patria dejó escrita otra historia de Mons «Histoire de la ville de Mons», Mons, J.N. Varret, 1725, y John Seller activo de 1658 a 1698 dejó una descripción de la provincia de Hainaut y en particular de Mons «A description of the seventeen provinces, and of the province of Haynault, in particular in which is the city of Mons», London, 1691.

## Obras
- Antiquitates Belgicae  emendatiores, Lovanii, A. Denique, 1708.
- Anquitates  Belgicae ducatus Brabantiae, comitatus Flandriae, 1708.
- Mons Hannoniae metropolis interiecta comitum Hannoniae, Cameraci, I. Riverii, 1621.